# 萩原達也 (俳優)
萩原 達也（はぎわら たつや、1986年9月13日 - ）は、日本の俳優。茨城県出身。血液型O型。特技はバスケットボール。オンディーナ所属。

## 出演

### テレビドラマ
- 花ざかりの君たちへ〜イケメン♂パラダイス〜（フジテレビ、2007年7月 - ）石切寛人 役
- ケータイドラマ 幼なじみ（2008年6月 - ）川上伸也 役
- ギラギラ 第2〜4話（テレビ朝日、2008年10月 - ）
- 侍戦隊シンケンジャー 第三幕（テレビ朝日、2009年）マサト 役

### 舞台
- TOOTSIEへ、ようこそ!（2007年3月）

### PV
- コブクロ 「桜」